# NHK西興部テレビ中継局
NHK西興部テレビ中継局（エヌエイチケイにしおこっぺテレビちゅうけいきょく）は、北海道紋別郡西興部村東興の三井山にある、NHK北見放送局のテレビ中継局である。

## 概要
- 当中継局は、1969年（昭和44年）9月にNHK北見放送局のみ中継局を置き、民放は当地に中継局を置いていない。
- 1970年（昭和45年）に、村内のテレビ組合が共同で設置したものであるが、村内の一部地域ではこれでも難視聴が解決されず、また、故障も相次いだ。
- 地上デジタルテレビジョン放送では、にしおこっぺむらコミュニケーションネットワーク（ケーブルテレビ）で興部中継局の電波の再送信により西興部村の全世帯を網羅できるため、当初は2011年7月24日のアナログ放送終了と同時に運用を終える予定だったが、共同受信施設への加入などにより受信者が皆無となったことから当初の予定より早く、2010年5月31日の停波をもって約41年間の運用に幕を閉じた（2011年4月26日の第1142回NHK経営委員会の資料より）。
- にしおこっぺむらコミュニケーションネットワークの受信アンテナは、当中継局の隣に設置されている。

## 中継局概要

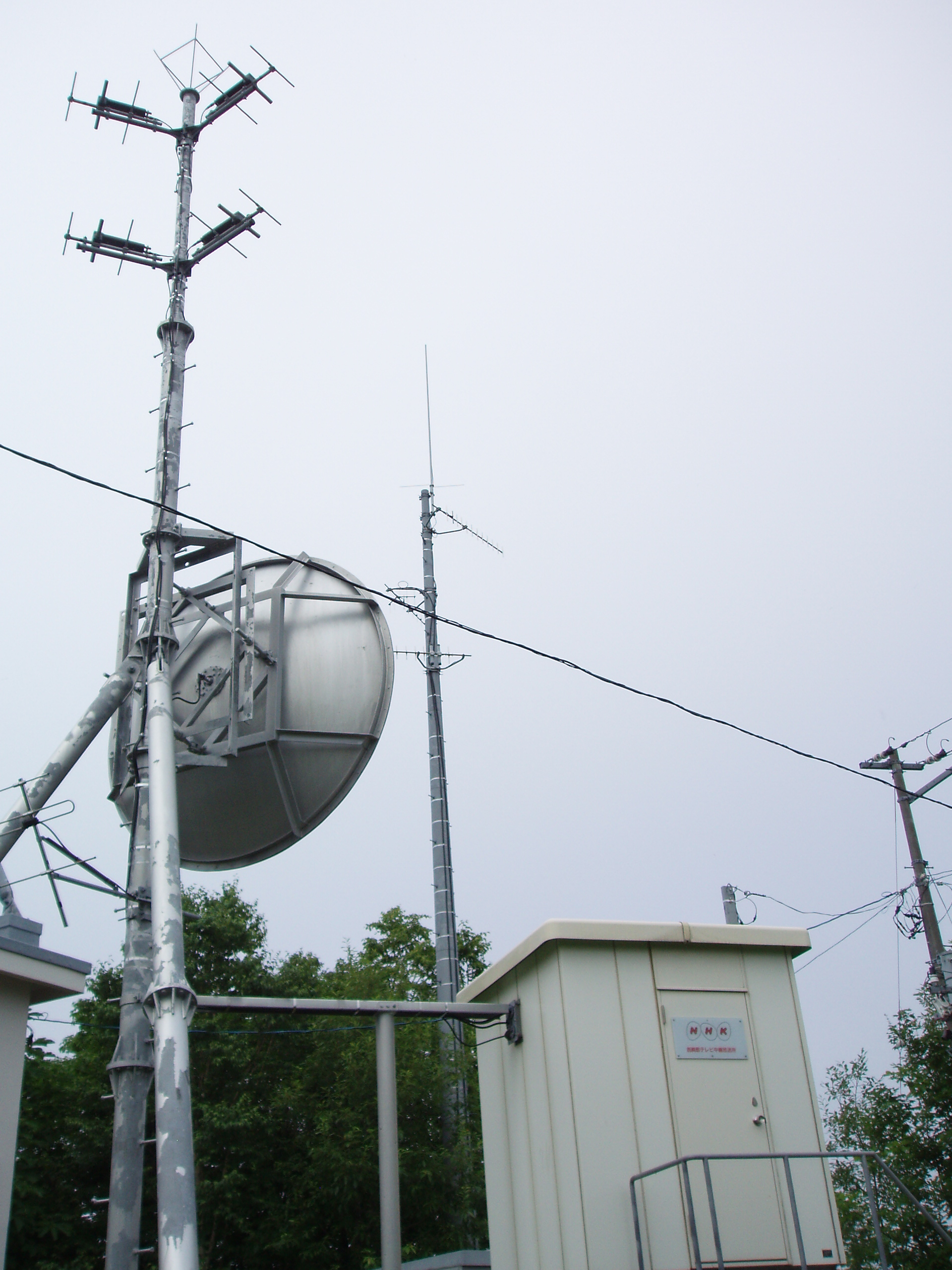
西興部中継局

| チャンネル | 放送局名     | 空中線 電力       | ERP                  | 放送対象地域 | 放送区域 内世帯数 | 運用開始日     |
| ---------- | ------------ | ----------------- | -------------------- | ------------ | ----------------- | -------------- |
| 6          | NHK 北見総合 | 映像1W/ 音声250mW | 映像1.45W/ 音声370mW | オホーツク圏 | -                 | 1969年 9月10日 |
| 10         | NHK 北見教育 | 映像1W/ 音声250mW | 映像1.45W/ 音声370mW | 全国         | -                 | 1969年 9月10日 |

## 放送エリア
- 西興部村の一部。中興部地区は興部中継局でカバーしている。